# CodeGear
CodeGear war ein US-amerikanisches Softwareunternehmen. Ursprünglich war es eine Tochterfirma von Borland, die Borlands Entwicklungswerkzeuge-Sparte übernahm. Diese wurde am 7. Mai 2008 an Embarcadero Technologies verkauft.

## Geschichte
Am 8. Februar 2006 gab Borland bekannt, dass es einen Käufer für die IDE-Sparte suche. Da sich mehrere Monate lang kein Käufer fand, der bereit war, eine adäquate Summe zu zahlen, wurde die IDE-Sparte, die bisher DevCo oder DeveloperToolsGroup(DTG) genannt wurde, als 100%iges Tochterunternehmen unter dem Namen CodeGear ausgegliedert. Währenddessen gingen die Verhandlungen weiter, bis CodeGear schließlich am 7. Mai 2008 an Embarcadero verkauft wurde. Seit dem 1. Juli 2008 ist CodeGear eine Produktmarke von Embarcadero. Im Zuge dessen wurde für die bisherigen Embarcadero-Produkte der Name "DatabaseGear" geschaffen.

## Produkte
Zu den Produkten von CodeGear gehörten:
- RAD Studio – eine integrierte Entwicklungsumgebung bestehend aus Delphi, Delphi.NET (bis zur Version 2007) und C++Builder
- Delphi – eine objektorientierte RAD-Entwicklungsumgebung
- CodeGear Prism – eine auf der Visual Studio Shell aufsetzende Entwicklungsumgebung für .NET Anwendungen die den Compiler der Firma RemObjects benutzt
- C++Builder – eine RAD-Entwicklungsumgebung für C++ mit ABI-Kompatibilität zu Delphi
- JBuilder – eine Java-Entwicklungsumgebung
- Delphi for PHP – eine Entwicklungsumgebung für PHP
- InterBase – ein relationales Datenbankmanagementsystem
- Blackfish SQL – ein relationales Datenbankmanagementsystem
- 3rdRail – eine auf Eclipse basierende Entwicklungsumgebung für Ruby on Rails